# 2375 Radek
2375 Radek је астероид главног астероидног појаса са средњом удаљеношћу од Сунца која износи 3,175 астрономских јединица (АЈ).
Апсолутна магнитуда астероида је 10,61.